# رصدخانه مهر بوشهر
رصدخانه مهر بوشهر در فاصله ۳۰ کیلومتری شهر بوشهر واقع در روستای گورک سادات و متعلق به وزارت آموزش و پرورش است. این رصدخانه مجهز به یک تلسکوپ اشمیت کاسگرین ۱۶ اینچی (در گنبد) بوده و به همراه دیگر تجهیزات شامل یک دوربین CCD یک آسمان‌نما و چندین تلسکوپ به کارهای آموزشی و تحقیقی می‌پردازد.

گنبد رصدخانه مهر بوشهر

این رصدخانه با گنبدی به قطر شش متر، بزرگترین رصدخانه دانش آموزی کشور است که در سال ۸۴ تأسیس شده و پذیرای دانش آموزان و دانشجویان علاقه‌مند به سیر و سیاحت در آسمان است. در رصدخانه مهر علاوه بر یک تلسکوپ ۱۶ اینچی که می‌توان با آن ۱۴۵ هزار تا از اجرام آسمانی را دید چهار تلسکوپ دیگر هم وجود دارد. دانش آموزان پیش از دیدن اجرام آسمانی با تلسکوپ، با شرکت در کلاس آموزشی مطالبی دربارهٔ نجوم می‌آموزند. بهترین زمان برای رصد دوم تا هفتم هر ماه قمری است. محمود کرمی مؤسس و اولین رئیس رصدخانه بوده و از سال ۱۳۸۹ تا کنون حسن باغبانی ریاست آنرا به عهده دارد.
جایزه انجمن ترویج علم ایران در سال ۱۳۹۴ در حوزه نجوم به این رصدخانه اختصاص یافت.
این رصدخانه بیش از ۸۰۰ نفر عضو داشته و همه ساله بیش از ۴ هزار دانش آموز را جهت آموزش و آشنایی با ستاره‌شناسی پذیرا می‌باشد. از سال ۱۳۹۲ جشنوارهٔ نجومی کاوشگران آسمان با هدف آشنایی آسمان شب و دانش ستاره‌شناسی و کار با ابزارآلات نجومی همراه با آشتی با طبیعت و محیط زیست با شرکت صدها دانش آموز در سطح استان و بعضاً کشوری در اسفندماه برگزار می‌شود.

## تجهیزات
- ده تلسکوپ در ابعاد ۵، ۸، ۱۰ و ۱۲ اینچ،
- ۲۶ عدد دوربین دوچشمی،
- دو عدد تلسکوپ خورشیدی ۱۰۰ میلی‌متر آلفا لونت و ۴۰ میلی‌متر کورونادو
- دو عدد آسمان نما:

- آسمان نمای دیجیتال با گنبد پنج متری بادی قابل جابه جایی و آموزش در مکان‌های گوناگون
- آسمان نمای مکانیکی وگا چهار متری
- دوربین عکاسی سه عدد: ۶ دی کانن، ۳۰ دی کانن و CCD

## جشنوارهٔ کاوشگران آسمان
جشنوارهٔ کاوشگران آسمان توسط رصدخانه مهر (بزرگترین رصد خانه دانش آموزی کشور) و با همکاری پژوهش‌سرای دانش آموزی شهید نیکبخت بوشهر و انجمن نجوم بوشهر، به صورت سالانه معمولاً در نیمه اول اسفندماه برگزار می‌شود. اولین دورهٔ آن در اسفندماه ۱۳۹۲ برگزار گردیده و همه ساله ادامه دارد. این جشنواره با هدف ستاره‌شناسی (در دو برنامه رقابتی و آموزشی) و آشتی با طبیعت (اصول حضور در طبیعت و حفظ محیط زیست و شناخت زیست‌بوم استان) در سطح استانی و بعضاً کشوری برگزار می‌شود. این جشنواره در رصدخانه مهر بوشهر (واقع در گورک سادات) برگزار می‌شود و دانش آموزان در آن، یک شب رصدی را تجربه خواهند کرد. این برنامه شامل بخش‌های مختلفی از جمله کمپ زدن در محل رصدخانه، ثبت رویدادها و پارامترهای نجومی، ساخت و کار با ابزارآلات نجومی و رصد آسمان با تلسکوپ می‌باشد. آشنایی با منظومه شمسی، شناخت و پیمایش آسمان، ساخت ابزارهای نجومی، برپایی چادر و اصول استقرار در طبیعت، شناخت تلسکوپ، دوربین دوچشمی و کار با آن، آسمان نما، گالری عکس، گالری تلسکوپ و… از جمله بخش‌های متنوع آموزشی این جشنواره است.
تاریخچه دوره‌ها:
- اولین دوره (اسفند ۹۲) با مشارکت صدها دانش آموز برگزار شد.
- دومین دوره (پاییز و زمستان ۹۳) این جشنواره در سطح استانی (آذرماه) و سپس ملی (بهمن ماه) با حضور بیش از ۱۵۰۰ دانش آموز برگزار گردید.
- سومین دوره (اسفند ۹۴) با شرکت بیش از ۱۰۰۰ دانش آموز استانی و با حضور دکتر رضا منصوری ریاست رصدخانه ملی، انجمن نجوم ایران و مجله نجوم برگزار گردید.[۵]
- چهارمین دوره (اسفند ۹۵) با شرکت جشنواره۱۳۰۰ دانش آموز و با حضور دکتر سیدحجت الحق حسینی، مشاور ارشد نجومی دفتر منطقه‌ای یونسکو برگزار شد.[۶]
- پنجمین دوره (اسفند ۹۶) با حضور ۷۰۰ دانش آموز در اسفندماه ۱۳۹۶ برگزار گردیده‌است.[۷]
- ششمین دوره (اسفند ۹۷) با حضور ۱۲۰۰ دانش آموز (استانهای بوشهر و فارس) در اسفندماه ۱۳۹۷ برگزار گردیده‌است.[۸]
- اولین دوره در استان فارس (شهریور ۹۸) با حضور ۳۰۰ دانش آموز[۹]

## اتحادیه ستاره‌شناسی معلمان ایران
اتحادیه ستاره‌شناسی معلمان ایران (اختصاراً اسما «ITAU»)، انجمن ستاره‌شناسی است که در راستای آموزش و ترویج دانش ستاره‌شناسی معلمان و دانش‌آموزان کشور در ۱۹ شهریور ۱۳۹۵ با ریاست حسن باغبانی تشکیل شد. انجمن نجوم و رصدخانه مهر بوشهر به عنوان مراکز اصلی فعالیتهای نجوم دانش‌آموزی و معلمان ایران است.

### فعالیتها و برنامه‌ها اتحادیه ستاره‌شناسی معلمان ایران
- اجرای اولین دوره ضمن خدمت معلمان ایران در قالب تربیت مدرس در دی ماه ۹۵ به مدت چهل روز در سواحل تنگستان
- طراحی و اجرای مهم‌ترین جشنوارهٔ نجومی محیط زیستی کشور به نام «کاوشگران آسمان» که در آن دانش آموزان برای ماه‌ها مشغول آموزش و انجام عملی برنامه‌های علمی هستند و نهایتاً یک شبانه روز مجموعهٔ آموخته‌ها و تلاش‌های خود را در رصدخانهٔ مهر برای رقابت به اشتراک می‌گذارند.
- پروژه‌های علمی «شما یک دانشمند هستید»
- برگزاری شب‌های رصدی در مناطق مختلف، انجام استهلال و رؤیت ماه‌های حساس سال و …[۱۱]
- طراحی دوره ضمن‌خدمت ستاره‌شناسی و تصویب آن در وزارت آموزش‌وپرورش
- طراحی درس ستاره‌شناسی ویژه دانشگاه فرهنگیان
- تشکیل کارگروه معلمان در مرکز تحقیقات سیاست‌های علمی کشور[۱۲]
- برگزاری نخستین دوره رسمی ستاره‌شناسی توسط NASE (شبکه آموزش ستاره‌شناسی مدارس) وابسته به IAU (اتحادیه بین‌المللی اخترشناسی)[۱۳]
- دورهٔ ترییت مدرسی نجوم معلمان ایران[۱۴]